# Edouard de Laboulaye
Édouard René de Laboulaye Lefèvre (Paris, 18 de janeiro de 1811 - Paris, 25 de maio de 1883) foi um jurista, poeta, autor e maçom francês.

## Carreira
Laboulaye em 1842 foi escolhido professor de direito no Collège de France em 1849. Após a Comuna de Paris de 1870, ele foi eleito para a assembleia nacional, representando o departamento do Sena. Como secretário da comissão de trinta sobre a Constituição, foi eficaz no combate a monarquistas na criação da Terceira República. Em 1875 ele foi eleito senador, e em 1876 ele foi nomeado administrador do Collège de France, retomando suas palestras sobre legislação comparativa em 1877. Laboulaye foi também presidente da Sociedade Francesa AntiSlavery. Laboulaye foi presidente da Société d'économie politique.
Laboulaye escrevia poesia em seu tempo livre. Um de seus poemas, "L'Oiseau bleu" foi estabelecido por Victor Massé. Suas publicações foram:
- História Política dos Estados Unidos (3 vols., 1855-1866);
- Estados Unidos e França (1862);
- Paris en Amerique (1863) traduzido para o inglês por Mary Louise Booth;
- The Poodle-Prince (Le Prince Caniche) (1868) traduzido para o inglês por Mary Robinson em 1895 (ISBN  978-2-37037-002-0).

Ele também traduziu para o francês as obras de William Ellery Channing. No entanto, ele é mais lembrado como o criador intelectual da Estátua da Liberdade, em Nova York, e os menos conhecidos gêmeos em Paris, na França e no Jardim de Luxemburgo.
É sempre um observador atento da política dos Estados Unidos, e um admirador da sua constituição, ele escreveu um livro de três trabalhos sobre a história política dos Estados Unidos, e é volumes publicada em Paris durante a altura do politicamente reprimidas Segundo Império. Durante a Guerra Civil, ele foi um fervoroso defensor da causa da União, a publicação de histórias das ligações culturais das duas nações, enquanto os Estados Unidos estava no meio de sua Guerra Civil (1861 e 1865). Na conclusão da guerra, em 1865 ele teve a ideia de apresentar uma estátua representando a liberdade como um dom para os Estados Unidos, um símbolo de ideias reprimidas por Napoleão III. O escultor Frédéric-Auguste Bartholdi, um dos amigos do Laboulaye, transformou a ideia em realidade.